# Los cisnes salvajes
Los cisnes salvajes (De vilde svaner) es un cuento de hadas del escritor y poeta danés Hans Christian Andersen, famoso por sus cuentos para niños. Fue publicado por primera vez el 2 de octubre de 1838 en Fairy Tales Told for Children. New Collection. First Booklet (Eventyr, fortalte for Børn. Ny Samling. Første Hefte).

## Argumento
En un lejano reino vivía un rey viudo con sus doce hijos: once varones y una niña, de nombre Elisa.
Llegado el momento, el monarca decidió volver a casarse, y desposó a la hija de una bruja. Por temor a los poderes mágicos de su nueva esposa, el rey escondió a sus hijos en un castillo lejano, pero su mujer, al descubrirlo, se ofendió, y fue a visitarlos.
Los once chicos salieron a recibirla, y ella les lanzó un conjuro, transformándolos en cisnes, que se fueron volando, pudiendo recuperar sus formas humanas solo durante un breve período de tiempo cada noche.
Después de eso la reina se marchó, sin saber que quedaba todavía una hijastra en castillo, Elisa. Esta, que quería salvar a sus hermanos, descubrió que para hacerlo debía hacer voto de silencio, sin poder hablar ni reír el tiempo que tardase en tejer una camisa de ortigas a cada uno de ellos.
Comenzó su tarea, y pese al dolor que le producían las ortigas, jamás articuló palabra.
Durante su labor, un rey vecino que había oído hablar de ella solicitó su mano, y le fue concedida. Sin embargo, Elisa siguió sin hablar, y ya en su nuevo reino, su extraño comportamiento hizo que surgiesen rumores sobre ella, acusándola de tratar con las artes oscuras.
Al final, la condenaron a morir en la hoguera, pero pese a todo, ella no dejó de tejer hasta el día de su ejecución. Ese día, once cisnes aparecieron, y Elisa les lanzó las once camisas, pudiendo recuperar estos sus formas humanas (salvo el hermano menor, pues como su camisa estaba sin terminar permaneció con un ala de cisne en lugar de brazo).
Elisa por fin pudo hablar, y con la ayuda de sus hermanos explicó a todos lo que había pasado.
Su esposo, el rey, la absolvió de todos los cargos, y por fin pudieron ser felices.

## Variaciones
En algunas versiones de esta historia se hacen pequeños cambios, como:
- El padre de Elisa tuvo que casarse con la hija de la bruja para que esta le ayudase a salir de un bosque.
- Elisa descubrió como ayudar a sus hermanos porque ellos mismos, se lo dijeron, o bien porque la Reina de las Hadas se lo reveló.
- La razón por la que acusaron a Elisa de brujería es porque su suegra le manchaba la boca con sangre y la acusaba de comerse a sus propios hijos. En otra versión, en cambio, es el arzobispo quien la acusa, al verla recoger ortigas en un cementerio y malinterpretar no solo eso, sino que incluso las estatuas de los santos sacudiesen las cabezas para decirle que la joven era inocente.
- Asimismo, también se omite el ala de cisne del hermano menor, o simplemente, la princesa consigue más ortigas en el último momento y éste recupera su brazo por completo.